# Lapu-Lapu (cidade)
Lapu-Lapu é uma cidade de primeira classe de renda da cidade na província Visayas Centrais, nas Filipinas. De acordo com o censo de 1 maio  de  2020 possui uma população de 497 604 pessoas e 129 652 domicílios.